# Waldwasser
Das Waldwasser ist ein linksseitiger Zufluss des Kaltbaches zwischen Schirgiswalde-Kirschau und Sohland an der Spree im sächsischen Landkreis Bautzen mit einer Länge von drei Kilometern. Der obere Teil des Waldwassertals wird als Folgental bezeichnet.

## Beschreibung
Das Waldwasser entspringt östlich von Weifa auf den Bergwiesen Weifaer Folgen am Südosthang der Weifaer Höhe (504 m). Seine Quellgründe gehören zum Fassungsgebiet der Schirgiswalder Wasserversorgung. Auf seinem stets nach Südosten führenden Lauf fließt der Bach anfänglich südlich an Neuschirgiswalde vorbei. Danach führt sein Lauf zwischen dem Hohberg (426 m) sowie dem Frins (453 m) und Funkenberg durch die Hölle. Am unteren Ortsausgang von Wehrsdorf mündet der Bach schließlich nach drei Kilometern an der Niedermühle in den Kaltbach.
Das Bachbett des Unterlaufes ist teilweise mit Aufrechtem Merk bestanden, außerdem gibt es Vorkommen von Straußfarn.

## Geschichte
Der Lauf des Waldwassers bildete von 1635 bis 1845 die südwestliche Grenze der Enklave Schirgiswalde zur Oberlausitz. Heute verläuft entlang des Baches die Gemeindegrenze zwischen Schirgiswalde-Kirschau und Sohland an der Spree.